# Moloko Temo
Moloko Temo (4 de julho de 1874? – 3 de junho de 2009) foi uma supercentenária sul-africana que alegava possuir 134 anos de idade, o que, se comprovado, faria dela a pessoa mais velha de todos tempos. 
No entanto, a idosa nunca obteve nenhum reconhecimento oficial. As informações sobre sua idade, bem como descendentes, são imprecisas e repletas de incoerências, sobretudo quanto à idade com que teria tido os últimos filhos. 
Em setembro de 2008, Moloko encontrou-se com o ex-presidente da África do Sul, Nelson Mandela. Nos últimos anos, a imprensa do país, acompanhou com certo interesse o seu caso, embora não houvesse nenhuma sinalização de que o Guiness reconheceria o recorde. 
Segundo a imprensa local, Moloko Temo votou nas eleições presidenciais de 2009, poucos meses antes de falecer em 3 de junho.